# 滝内大三
滝内 大三（たきうち だいぞう、1943年 - ）は、日本の教育学者、大阪経済大学名誉教授。
京都市生まれ。京都大学教育学部卒、1970年同大学院教育学修士課程修了、1995年「イングランド女子教育史研究」で京大教育学博士。京都府立大学講師、大阪経済大学講師、助教授、教授、2002年人間科学部長、2013年定年退任、名誉教授、龍谷大学文学部特任教授。

## 著書
- 『西欧人間形成史 古代から宗教改革期まで』晃洋書房 1991
- 『イングランド女子教育史研究』法律文化社 大阪経済大学研究叢書 1994
- 『個性教育の創造』晃洋書房 1998
- 『女性・仕事・教育 イギリス女性教育の近現代史』晃洋書房 大阪経済大学研究叢書 2008
- 『未完の教育学者 谷本富の伝記的研究』晃洋書房 龍谷叢書 2014

### 共編
- 『教育の名言 すばらしい子どもたち』堀真一郎共編 黎明書房 1989
- 『人間科学の新展開』田畑稔共編著 ミネルヴァ書房 2005

## 注
1. ↑  『未完の教育学者』著者紹介